# Barrio Río Morales
Barrio Río Morales är en ort i Mexiko.   Den ligger i kommunen San Miguel Peras och delstaten Oaxaca, i den sydöstra delen av landet, 400 km sydost om huvudstaden Mexico City. Barrio Río Morales ligger 2 287 meter över havet och antalet invånare är 322.
Terrängen runt Barrio Río Morales är kuperad åt nordväst, men åt sydost är den bergig. Runt Barrio Río Morales är det ganska tätbefolkat, med 56 invånare per kvadratkilometer. Närmaste större samhälle är San Miguel Peras, 2,7 km norr om Barrio Río Morales. I omgivningarna runt Barrio Río Morales växer i huvudsak blandskog.